# HONEY POPCORN
HONEY POPCORN（ハニーポップコーン、ハングル：허니팝콘）は、日本人で結成されたK-POPガールズグループである。2018年3月21日、韓国でミニアルバム「ビビディバビディブ」を発売しデビューした。

## 来歴

### デビュー～Bibidi Babidi Boo
2018年2月26日にTwitterの公式アカウントが開設され、結成時のメンバーである三上悠亜、松田美子、桜もこからもSNSを通してデビューが報告された。当初は3月14日にデビューし、同日にファンミーティングを兼ねたショーケースを開催する予定だったが中止。結局3月21日にデビューし、プレス向けのショーケースを行った。コンセプトは「溌剌とした妖精」。グループ名はK-POPのPOPと、テーマパークの感覚を込めて名付けられた。
ショーケースでは韓国のコメディアン・MCディンドンが司会を務め、メンバーは「ビビディバビディブ」の収録曲すべてをパフォーマンスした他、Apinkの「Mr. Chu (On Stage)」のカバーダンスを披露した。インタビューでは2017年の夏前にデビューの計画が持ち上がり準備を始めたこと、レコーディングやMV制作、ショーケースなどの費用を三上が自己負担していることが明かされている。また3人とも過去にアイドルとしての活動歴があることも認めた。
「ビビディバビディブ」の公式MVはデビュー3日後に再生回数が100万回を超え、ミニアルバムは2018年第12週のGAONアルバムチャートで18位を記録した。7月7日には韓国で初のファンミーティングを開催。扇情的な内容ではないものの、19歳未満観覧不可の判定を受けている。当初は77,000ウォンの入場料を設定する予定だったが、メンバーが私費を投じて無料での開催となった。当日は200人以上のファンが集まり、ApinkやTWICE、キム・ヒョナのカバーダンスを披露した他、セカンドアルバムの準備を進めており、メンバーを5人に増やす予定があることを公表した。

### 新メンバー加入～De-aeseohsta
2018年7月22日に配信サービス「FRESH LIVE」で新プロジェクト発表会を行い、2019年1月に2ndミニアルバムをリリースすると発表。これに伴い、7月25日よりクラウドファンディングを開始。冠番組を制作するという目標が達成され、計3回放送された。8月4日からは新メンバーの募集を行い、11月2日には2019年のカレンダーを壁掛けと卓上の2種類で発売した。12月22日、FRESH LIVEの公開放送で松田が体調不良と本業への影響を理由にHONEY POPCORNからの卒業を発表。
2019年4月7日、公式Twitterで新メンバー3人が決定したと発表された。5月24日から、Mnetでの冠番組を目指してmystaチャレンジがスタート。6月7日の第3弾でNAKO、6月14日の第4弾でRUKA、6月21日の第5弾でSARAの顔が公開された。7月5日には2ndミニアルバム「De-aeseohsta」をリリース。ソウルのジェイラアートホールでショーケース兼ファンミーティングを開催した。新メンバーの選考基準について、自ら審査に携わった三上は「できるできないよりも、やる気のある子を選んだ」とコメントしている。ファンミーティングでは持ち歌6曲すべてを5人でパフォーマンスした。
9月1日からは、mystaチャレンジの達成目標だったMnetでの冠番組「HONEY POP TV in 韓国」が全4回にわたって放送された。
所属事務所は株式会社ワンズダブルで、一部報道で所属事務所と報じられた「KYUN CREATE」はショーケースの運営会社である。

## 韓国での反応
韓国ではアダルトビデオの制作が禁じられており、当然ながらAV女優からアイドルになった前例もない。そのため、デビューが発表された直後から青瓦台の「国民請願」にはデビューを反対する投稿が相次いだ。特に彼女たちの活動を通して韓国の若者がアダルトビデオに接することを懸念した2018年3月9日付の投稿には4月8日の締切までに52,592件の同意があった。また公式TwitterやYouTubeチャンネルには、彼女たちが練習生の期間なくデビューすることに対する批判も投稿されている。
こうした事情もあってショーケースは一度中止になり、韓国の放送規制が厳しいため地上波やケーブルTVの出演も難しいとされている。

## メンバー
三上悠亜（みかみ ゆあ、1993年8月16日- ）
- エスワン専属。所属事務所は株式会社ワンズダブル。
- 立ち位置はセンター。ミモ（かわいらしい）担当[6]。
- グループのリーダーであり、オンニ（お姉さん）でもある[34]。
- かねてからK-POP好きを公言しており、YouTubeの公式チャンネル「ゆあちゃんねる！」ではTWICEや宇宙少女などのダンスカバーを公開している。
- 2017年10月1日には韓国で初のファンミーティングを開催した[35]。
- メンバーカラーはピンク。

桜もこ（さくら もこ、1991年3月19日- ）　
- Kawaii*専属。所属事務所は株式会社ワンズダブル。
- 立ち位置は左。四次元およびナチュラル担当[6]。永遠の20歳[36]。
- 2017年9月29日から現在の名義で活動を始めた[37]。2018年より、恵比寿マスカッツ1.5（のちに恵比寿マスカッツに改名）としても活動。
- メンバーカラーはミント[38]。
- メンバーの中で最年長である。

NAKO（なこ、1997年3月11日- ）
- 2019年4月7日に加入した新メンバーの1人。
- 2019年6月7日、mystaチャレンジの第3弾で顔を公開した[40]。
- メンバーカラーはパステルイエロー[41]。ビタミン担当[42]。
- 10年間クラシックバレエのレッスンをしていたので体が柔らかい[36]。
- グループ最年少だが、最も背が高い[36]。

RUKA（るか）
- 2019年4月7日に加入した新メンバーの1人。
- 2019年6月14日、mystaチャレンジの第4弾で顔を公開した[43]。
- メンバーカラーはパステル紫[44]。ペルシャ猫担当[42]。
- 優しさがチャームポイントで、他のメンバーに怒っているところを見せたことがない[34]。

SARA（さら）
- 2019年4月7日に加入した新メンバーの1人。
- 2019年6月21日、mystaチャレンジの第5弾で顔を公開した[45]。
- メンバーカラーはパステルブルー。
- クールビューティー担当[42]だが、実際の性格というより「他のメンバーと比べて真面目でクール」という位置づけである[36]。

### 旧メンバー
松田美子（まつだ みこ、1995年10月28日- ）
- マドンナ専属。所属事務所は株式会社ワンズダブル。
- 立ち位置は右。力持ち担当[6]
- 桜もことは「みこもこ」名義で活動を共にする機会が多い。
- 2018年12月22日に卒業を発表。23日には、自身のツイッターでも発表した[46]（正式な卒業日は2019年3月31日[47]）。

## ディスコグラフィ

### ミニアルバム
| No. | タイトル                                          | 収録曲                                                                         | 備考 |
| 1st | Bibidi Babidi Boo：1st Mini Album (2018年3月21日) | 1. Bibidi Babidi Boo 2. First Kiss 3. Pretty Lie 4. Bibidi Babidi Boo（Inst.） | - GAON2018年第12週アルバムチャートで18位。 - GAON2018年3月アルバムチャートでは73位。販売数は1,500枚。 - 2018年4月17日からiTunes storeでのダウンロードやApple Musicでの再生が開始された。 |
| 2nd | De-aeseohsta (2019年7月5日)                       | 1. De-aeseohsta（디에세오스타） 2. 바보야 3. Violet（피어나）                  | - 2018年7月22日にFRESH LIVE内で発表。当初は2019年1月のリリースを予定していたが延期されていた。 - タイトルは韓国で広く使われるまじないの言葉であり、「勇気を持って自分を愛する」という意味がある。 - GAON2019年第28週アルバムチャートで32位。 - GAON2019年7月アルバムチャートでは93位。販売数は1,682枚。 |

### デジタルシングル
| No. | タイトル                                 | 収録曲                     | 備考                                                                                       |
| 1st | Pretty Lie 喜歡和你一起 (2018年11月20日) | 1. Pretty Lie 喜歡和你一起 | - 1stミニアルバム収録曲の中国語バージョン。iTunes storeやApple Musicなどで配信されている。 |

### ミュージックビデオ
| 年     | M/V                                                                             |
| 2018年 | - Bibidi Babidi Boo - Bibidi Babidi Boo（Dance Ver.） - Pretty Lie 喜歡和你一起 |
| 2019年 | - De-aeseohsta                                                                  |

## 出演

### イベント
| 年     | 月日                       | 開催地         | 内容 |
| 2018年 | 3月21日                    | ソウル         | 1stミニアルバム、デビューショーケース                                                                                         |
| 2018年 | 3月31日                    | ヒューストン   | ANIMEMATSURI |
| 2018年 | 5月6日                     | 東京           | 三上悠亜プレゼンツKPOPイベント『Honey Pop』                                                                                   |
| 2018年 | 7月7日                     | ソウル         | 韓国ファンミーティング |
| 2018年 | 8月26日                    | 東京           | 「AVCジューシーハニーコレクションカード THE DELUXE 2018 セクシー女優 高級版トレーディングカード・デラックス」発売記念イベント |
| 2018年 | 10月21日                   | 台北           | CONCERT IN TAIPEI |
| 2018年 | 10月27日                   | 東京           | K-pop Cover Dance Event おしりないと                                                                                          |
| 2018年 | 11月21日 11月22日 11月23日 | 大阪 東京 福岡 | NESTAL x SUPER "M" PARTY |
| 2018年 | 12月16日                   | 東京           | HONEY POPCORN 2019年カレンダー発売記念イベント                                                                                |
| 2019年 | 3月31日                    | 東京           | 三上悠亜とK-POPを聴く夜 |
| 2019年 | 6月7日                     | 福岡           | あぷろ博多×Fukuoka REVO K-POP Night                                                                                           |
| 2019年 | 6月21日                    | 東京           | K-POP 祭 produce by yolo |
| 2019年 | 6月22日                    | 広島           | ULTIMATE SOUND HERBIE SP EDITION                                                                                              |
| 2019年 | 6月23日                    | 大阪           | モンスタークラブ『BAMBI』のスペシャルゲスト                                                                                   |
| 2019年 | 7月5日                     | ソウル         | 2ndミニアルバム ショーケース兼ファンミーティング                                                                              |
| 2019年 | 7月6日                     | ソウル         | 第12回 BOMI SHOW 公開放送 |
| 2019年 | 7月14日                    | 金沢           | ダブル金沢 J-POP & K-POP & ALL MIX PARTY!                                                                                     |
| 2019年 | 7月23日                    | 東京           | 三上悠亜とK-POPを聴く夜・第二夜                                                                                               |
| 2019年 | 8月16日                    | 東京           | 三上悠亜バースデーパーティー スペシャルバージョン                                                                             |
| 2019年 | 10月6日                    | 名古屋         | ハニーポップコーンミニライブ in ケーブルフェスタ2019                                                                          |

### メディア
| 年     | 月日                          | メディア名  | 内容                                                                                   |
| 2018年 | 7月3日                        | 최군TV      | oh Hot                                                                                 |
| 2018年 | 7月22日                       | FRESH LIVE  | 【生放送】#0 HONEY POPCORN新プロジェクト発表会!!                                       |
| 2018年 | 7月24日                       | MAXIM KOREA | 2018年8月号「WHO'S THAT GIRL」                                                         |
| 2018年 | 7月30日                       | FRESH LIVE  | #1 ついに開始!三上悠亜 松田美子 桜もこ のHONEY POPCORN新プロジェクトお願い配信!        |
| 2018年 | 8月6日                        | FRESH LIVE  | #2 スタート好調!!三上悠亜 松田美子 桜もこ のHONEY POPCORN新プロジェクトお願い配信!     |
| 2018年 | 8月13日                       | FRESH LIVE  | #3 達成までもう少し!!三上悠亜 松田美子 桜もこ のHONEY POPCORN新プロジェクトお願い配信! |
| 2018年 | 8月31日                       | FRESH LIVE  | #4 ラスト配信!!三上悠亜 松田美子 桜もこ のHONEY POPCORN新プロジェクトお願い配信!       |
| 2018年 | 10月13日                      | FRESH LIVE  | HONEY POPCORN 公開収録×ファンミーティング（1回目）                                     |
| 2018年 | 10月20日                      | Vidol.tv    | 安安大明星                                                                             |
| 2018年 | 11月23日                      | LOVE FM     | music x serendipity                                                                    |
| 2018年 | 11月24日                      | FRESH LIVE  | HONEY POPCORN 公開収録×ファンミーティング（2回目）                                     |
| 2018年 | 12月18日                      | 17 Live     | 趣你的娛樂                                                                             |
| 2018年 | 12月22日                      | FRESH LIVE  | 【重大発表あり】HONEY POPCORN 公開収録×ファンミーティング（3回目）                     |
| 2019年 | 7月10日                       | 춤추는곰돌  | AF STARZ EP241「교복(?)을 입은 AV배우가 춤을!? 미카미 유아가 홍대에 떳다! 」           |
| 2019年 | 7月16日                       | STAR K      | Star interview 'HONEY POPCORN'                                                         |
| 2019年 | 7月24日                       | MAXIM KOREA | 2019年8月号「A SWEET HOLIDAY with HONEY POPCORN」                                      |
| 2019年 | 9月1日 9月8日 9月15日 9月22日 | Mnet Japan  | HONEY POP TV in 韓国（全4回）                                                          |